# لوربينيكتدين
لوربينيكتدين (Lurbinectedin)، الذي يباع تحت الإسم التجاري (زيبزيلكا )، هو دواء يستخدم لعلاج سرطان الرئة ذو الخلايا الصغيرة (SCLC).  يوصف خاصة عندما ينتشر المرض على الرغم من تناول العلاجات الأخرى.  و يؤخذ عن طريق الحقن التدريجي في الوريد. 
تشمل الآثار الجانبية الشائعة لهذا العقار على:انخفاض خلايا الدم البيضاء، و انخفاض خلايا الدم الحمراء، و مشاكل الكلى، و انخفاض الصفائح الدموية، و الغثيان، و آلام العضلات، و ضيق التنفس، و التهاب الكبد، و الإمساك أيضا.  كما و قد تشمل الآثار الجانبية الأخرى العقم.  أما استخدامه أثناء الحمل فقد يؤدي إلى الإضرار بالجنين.  إنه عامل ألكلة .  و يعمل عن طريق التدخل في عملية تكرار الحمض النووي المطلوبة لانقسام الخلايا. 
تمت الموافقة على استخدامه طبيًا في الولايات المتحدة في عام 2020 و في أستراليا في عام 2021 .   في الولايات المتحدة، يبلغ سعر 4 ملغ حوالي 7200 دولار أمريكي اعتبارًا من عام 2021.  و اعتبارًا من عام 2021، لم يعد متاحًا في المملكة المتحدة أو أوروبا. 